# Sandy Island (Anguilla)
Sandy Island è una piccola isola disabitata situata a circa 2 km dalle coste di Anguilla nella zona di Crocus Bay. Si tratta di una piccola isola sabbiosa lunga circa 100 m e larga 10 m. Nonostante le sue dimensioni ridotte è una delle principali attrattive turistiche della zona ed è raggiungibile grazie ad un servizio gratuito di barche.
L'isola è frequentata dai turisti per la ricchezza dei suoi fondali marini, per la spiaggia di fine sabbia corallina e per la presenza di un esercizio commerciale (bar/ristorante) famoso nella zona.
Alla fine degli anni novanta le strutture furono gravemente danneggiate dal passaggio di diversi cicloni tropicali e, durante una di queste tempeste, un'imbarcazione andò ad arenarsi sull'isola. Gli edifici furono in seguito ricostruiti.
Anche la flora fu danneggiata dalle tempeste tropicali, le palme e gli arbusti furono estirpati dai forti venti dando all'isola un aspetto ancor più spoglio, quasi senza vegetazione.